# Louis Payette (maire de Montréal)
Louis Payette (né le 25 décembre 1854 à Montréal (Québec) - mort le 19 mars 1930 à Montréal à l'âge de 75 ans) a été maire de Montréal de 1908 à 1910.

## Biographie
Louis Payette fait ses études commerciales à l’Académie des Frères des écoles chrétiennes. Il fait l’apprentissage de la construction domiciliaire en travaillant avec son père. Plus tard, il réalise de nombreux édifices. Parmi les plus connus, la Gare-hôtel Viger et le château Frontenac à Québec. 
De 1902 à 1908, il est échevin représentant le Quartier Saint-Louis. Il accède à la mairie en 1908 en succédant à Henry Archer Ekers. 
Il connaîtra des heures difficiles durant son mandat puisque le gouvernement du Québec décide d’enquêter sur l’administration de la Ville de Montréal.

## Sources
- Site de la Ville de Montréal, Fiche de Louis Payette